# وجدي الحكيم
وجدي الحكيم (23 يونيو 1934 - 16 يونيو 2014 )، إعلامي مصري. قدم برامج إذاعية وأدبية منذ بداية عمله الإعلامي بإتحاد الإذاعة والتليفزيون. يعد أحد المهتمين بالموسيقي والغناء وأحد رعاته في مصر، حيث اكتشف الفنانة شيرين وجدي وقدمها للإذاعة وأعطاها اسمه، ليصبح معترفا بها رسمياً في جل وسائل الإعلام المصرية. التحق بكلية الآداب قسم الاجتماع , وقد منحه محمد عبد الوهاب اسمه الشهير وجدي الحكيم , صاحب شركة أستوديو الحكيم.